# 土屋直幹
土屋 直幹（つちや なおき、1887年10月16日 - 1968年6月19日）は、日本の実業家。玄洋社社員。

## 経歴・人物
久留米藩士・土屋新三郎の長男として、福岡県久留米市に生まれる。1897年福岡市に転居し、1908年福岡県立中学修猷館を卒業。在学中は修猷館野球部に所属し、玄洋社の柔道道場明道館で柔道を学んだ。1912年長崎高等商業学校（現・長崎大学経済学部）を卒業。
卒業後、神戸の川崎造船所に入社。ここで同僚であった成瀬正行が、1914年に機械商社である盛興商会を設立するとこれに入り、1918年同社博多支店長となる。成瀬が巨万の富を得て盛興商会を廃業すると、直幹はこれを引き継ぎ、1921年正興商会を創立し社長となる。1928年には、機材の製造を自ら行うことを考え、正興商会内部に生産部門として「正興電機製作所」を立ち上げた。1958年代表取締役会長に就任、1960年商号を正興電機製作所と改称した。